# NewsML
NewsML (ang. News Markup Language) – język oparty na XML język przeznaczony do opisu wiadomości i skojarzonych z nimi dokumentów, np. fotografii. Język został opracowany przez organizację IPTC (International Press Telecommunications Council).